# Diócesis de Janaúba

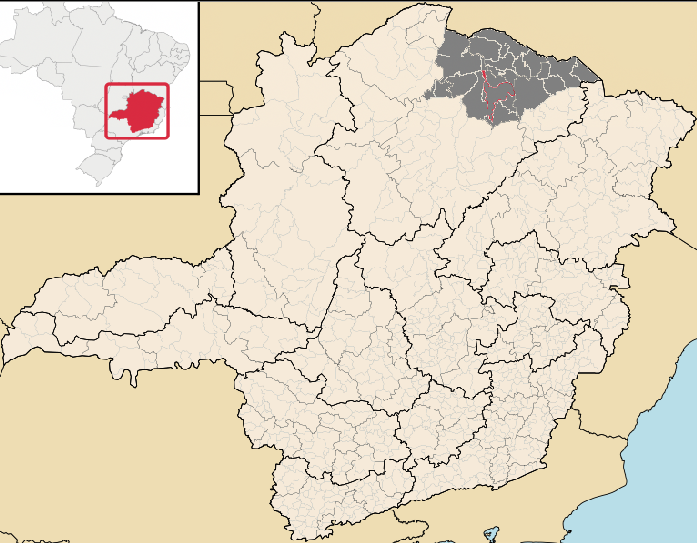
Mapa de la diócesis.

Regional CNBB Leste 2.

La diócesis de Janaúba (en latín: Dioecesis Ianaubena y en portugués: Diocese de Janaúba) es una circunscripción eclesiástica de la Iglesia católica en Brasil. Se trata de una diócesis latina, sufragánea de la arquidiócesis de Montes Claros. Desde el 12 de junio de 2019 su obispo es Roberto José da Silva.

## Territorio y organización
La diócesis tiene 29 296 km² y extiende su jurisdicción sobre los fieles católicos de rito latino residentes en 24 municipios del estado de Minas Gerais: Janaúba, Catuti, Espinosa, Gameleira, Ibiracatu, Indaiabira, Jaíba, Mamonas, Mato Verde, Matias Cardoso, Monte Azul, Montezuma, Ninheira, Nova Porteirinha, Pai Pedro, Porteirinha, Riacho dos Machados, Rio Pardo de Minas, Santo Antônio do Retiro, São João do Paraíso, Serranópolis, Vargem Grande do Rio Pardo, Varzelândia y Verdelândia.
La sede de la diócesis se encuentra en la ciudad de Janaúba, en donde se halla la Catedral del Sagrado Corazón de Jesús.
En 2019 en la diócesis existían 34 parroquias.

## Historia
La diócesis fue erigida el 5 de julio de 2000 con la bula Maiori bono Christifidelium del papa Juan Pablo II, obteniendo el territorio de las diócesis de Januária y Montes Claros (hoy arquidiócesis).
Originalmente sufragánea de la arquidiócesis de Diamantina, el 25 de abril de 2001 pasó a formar parte de la provincia eclesiástica de la arquidiócesis de Montes Claros.

## Estadísticas
Según el Anuario Pontificio 2020 la diócesis tenía a fines de 2019 un total de 362 296 fieles bautizados.
| Año                                                                             | Población            | Población | Población      | Sacerdotes | Sacerdotes    | Sacerdotes    | Bautizados por sacerdote | Diáconos permanentes | Religiosos | Religiosos | Parroquias |
| Año                                                                             | Bautizados católicos | Total     | % de católicos | Total      | Clero secular | Clero regular | Bautizados por sacerdote | Diáconos permanentes | Varones    | Mujeres    | Parroquias |
| ------------------------------------------------------------------------------- | -------------------- | --------- | -------------- | ---------- | ------------- | ------------- | ------------------------ | -------------------- | ---------- | ---------- | ---------- |
| 2000                                                                            | 320 000              | 381 585   | 83.9           | 13         | 13            |               | 24 615                   |                      |            | 15         | 13         |
| 2001                                                                            | 320 000              | 381 585   | 83.9           | 16         | 15            | 1             | 20 000                   |                      | 1          | 23         | 11         |
| 2002                                                                            | 323 000              | 385 000   | 83.9           | 15         | 15            |               | 21 533                   |                      |            | 23         | 11         |
| 2003                                                                            | 305 211              | 362 400   | 84.2           | 16         | 16            |               | 19 075                   |                      |            | 29         | 11         |
| 2004                                                                            | 305 211              | 362 400   | 84.2           | 17         | 16            | 1             | 17 953                   | 2                    | 1          | 28         | 12         |
| 2006                                                                            | 310 000              | 369 000   | 84.0           | 20         | 19            | 1             | 15 500                   | 2                    | 15         | 34         | 11         |
| 2013                                                                            | 342 000              | 403 000   | 84.9           | 37         | 34            | 3             | 9243                     | 2                    | 17         | 16         | 29         |
| 2016                                                                            | 350 800              | 412 000   | 85.1           | 36         | 33            | 3             | 9744                     | 2                    | 3          | 16         | 30         |
| 2019                                                                            | 362 296              | 383 423   | 94.5           | 39         | 36            | 3             | 9289                     |                      | 3          | 22         | 34         |
| Fuente: Catholic-Hierarchy, que a su vez toma los datos del Anuario Pontificio. |                      |           |                |            |               |               |                          |                      |            |            |            |

## Episcopologio
- José Mauro Pereira Bastos, C.P. † (5 de julio de 2000-19 de abril de 2006 nombrado obispo de Guaxupé)
- José Ronaldo Ribeiro (6 de junio de 2007-24 de septiembre de 2014 nombrado obispo de Formosa)
- Guerrino Riccardo Brusati (27 de mayo de 2015-12 de junio de 2019 renunció)
- Roberto José da Silva, desde el 12 de junio de 2019